# JASDF desert camouflage pattern
JASDF desert camouflage pattern – kamuflaż pustynny Japońskich Sił Samoobrony.
Mimo że Japonia nie posiada sił zbrojnych, a jedynie siły samoobrony. Mimo to w latach 2004–2006 grupa 600 osób z Japońskich Sił Samoobrony (Japońska Grupa Odbudowy i Wsparcia) uczestniczyła w misji w Iraku. Właśnie podczas tej misji stosowane było umundurowanie w kamuflażu JASDF desert camouflage pattern.
Wzór maskujący JASDF desert camouflage podobny jest do amerykańskiego 6 Color Desert Pattern. Na jasno piaskowym tle umieszczono duże nieregularne plamy w trzech odcieniach brązu oraz małe plamki w kolorze czarnym.